# Filialkirche Oberthalheim

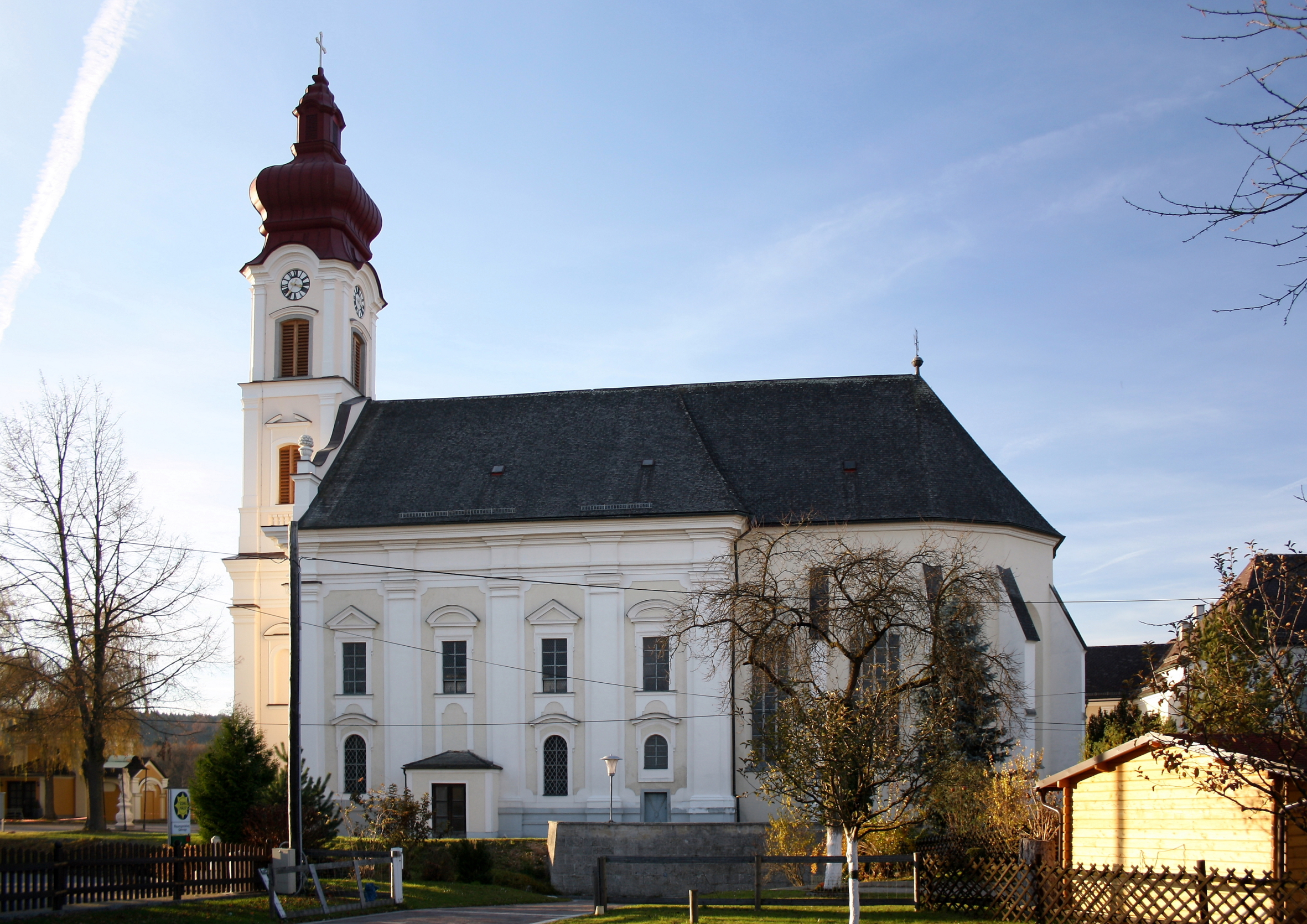
Die Südostansicht der Filialkirche St. Anna in Oberthalheim

Die römisch-katholische Filialkirche Oberthalheim steht im Ort Oberthalheim in der Marktgemeinde Timelkam im Bezirk Vöcklabruck in Oberösterreich. Die auf die heilige Anna geweihte Kirche gehört zum Dekanat Schwanenstadt in der Diözese Linz. Die ehemalige Klosterkirche steht unter Denkmalschutz.

## Geschichte
Die Kirche war von 1497 bis 1784 eine Klosterkirche, von 1784 bis 1950 eine Pfarrkirche und ist seit 1950 eine Kaplanei (Filialkirche). Sie entstand im Zuge einer Klostererrichtung in Oberthalheim – eines der ersten Klöster der Paulaner im deutschsprachigen Raum –, die Wolfgang von Polheim zu Ende des 15. Jahrhunderts veranlasste, zuvor gab es nur eine „Schlosspfarre“ auf der Burg Wartenburg. Sein Sohn Cyriak von Polheim und dessen Nachkommen schlossen sich der Reformation an. Das Kloster wurde in ein Spital umgewandelt und in der Kirche predigten die „Prädikanten“. Im Zuge der Gegenreformation wurden die protestantischen Prediger ausgewiesen und die protestantischen Polheimer verkauften um 1640 die Herrschaft Wartenburg, in deren Herrschaftsbereich das Kloster sich befand, an den katholischen Tobias Nütz von Goisernberg. Nach Rechtsstreitigkeiten kam auf Befehl von Kaiser Leopold I. die „alte baufällige Kirche St. Anna zu Thalhamb“ wieder in den Besitz der Paulaner. Diese richteten abermals einen Klosterbetrieb ein, welcher jedoch im Zuge des Josephinismus 1784 endgültig aufgelöst wurde. 1790 wurden große Teile des requirierten Klosters von der Staatsgüteradministration an den Besitzer der Herrschaft Wartenburg verkauft, der anschließend das Kloster großteils abreißen ließ.
Im Jahr 1866 kam es in Oberthalheim zu einem Brand, der auch auf die Kirche übergriff. Dabei wurde der Dachstuhl des Gebäudes zerstört. Bei der Renovierung wurden die Deckenmalereien der Kirche übermalt. 1868 wurde anstelle des reichen Rokoko-Hochaltars ein neuer errichtet; in den darauffolgenden Jahren wurde auch die Kanzel durch eine schlichtere ersetzt.
1950 wurde das Kloster von den Salesianern Don Boscos gekauft. Von diesen wurde hier ein Noviziat errichtet. Dabei wurde das Gebäude um mehrere Räumlichkeiten erweitert. Das Noviziat bestand bis ins Jahr 2011 und wurde dann aufgelöst. Im selben Jahr wurde das Kloster an eine private Gesellschaft verkauft. Das Kloster wird weiterhin für kirchliche Aktivitäten von Kirchenchor, Ministranten etc. genutzt. Weiters befindet sich ein Beherbergungsbetrieb im Kloster.

## Das Kirchengebäude
Der Bau hat eine Länge von rund 35 m, eine Breite von rund 10 bis 13 m und eine lichte Höhe von 13,4. Der älteste Teil der Kirche, erbaut um 1495 in spätgotischem Stil, ist der dreijochige Chor mit einem 5/10-Abschluss und das einschiffige Langhaus. Von 1668 bis 1671 wurde die Kirche umgebaut, erweitert und barockisiert. Nach einem Brand im Jahr 1866 erfolgten Zu- und Umbauten und der 21,4 m hohe Turm mit Zwiebelhelm wurde errichtet.
Vor dem Eingang der Kirche befindet sich eine barocke Statue der Unbefleckten Empfängnis (1735) mit der Inschrift am Sockel: „Mit der Sonne umkleidet und der Mond unter ihren Füßen“ (Offb. 12,1).

## Bilder

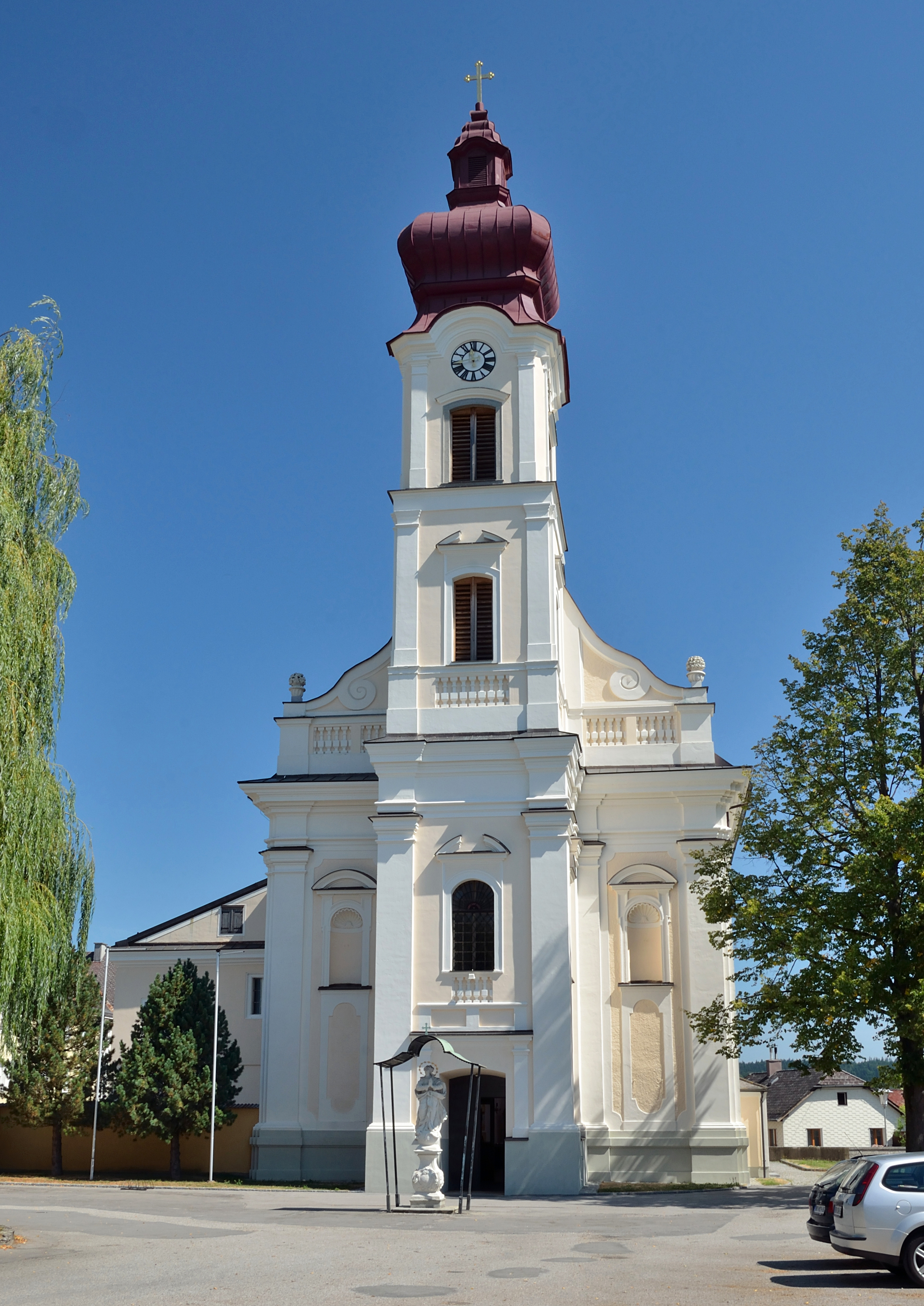
Westansicht der Kirche
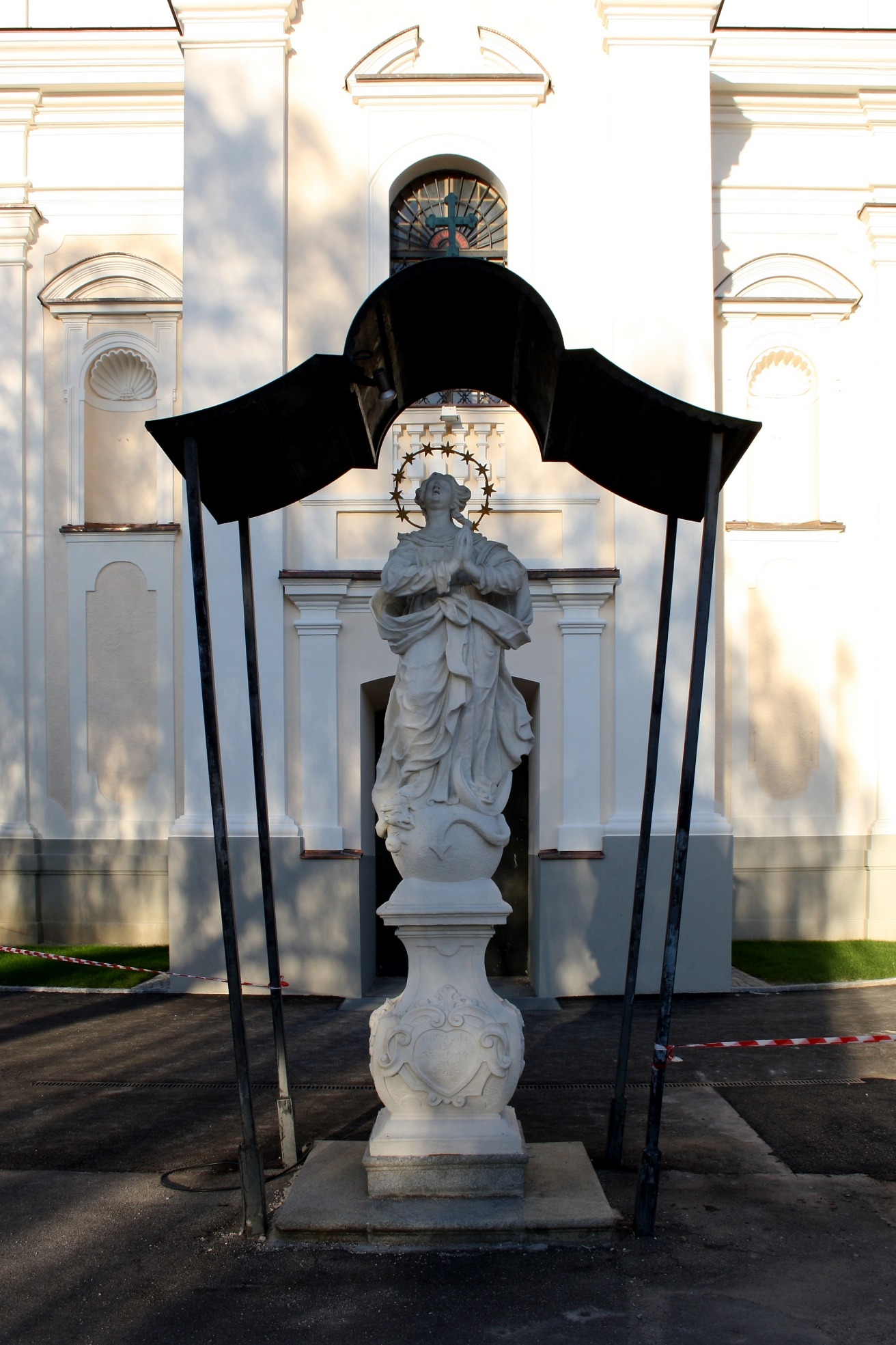
Statue der Unbefleckten Empfängnis (1735)
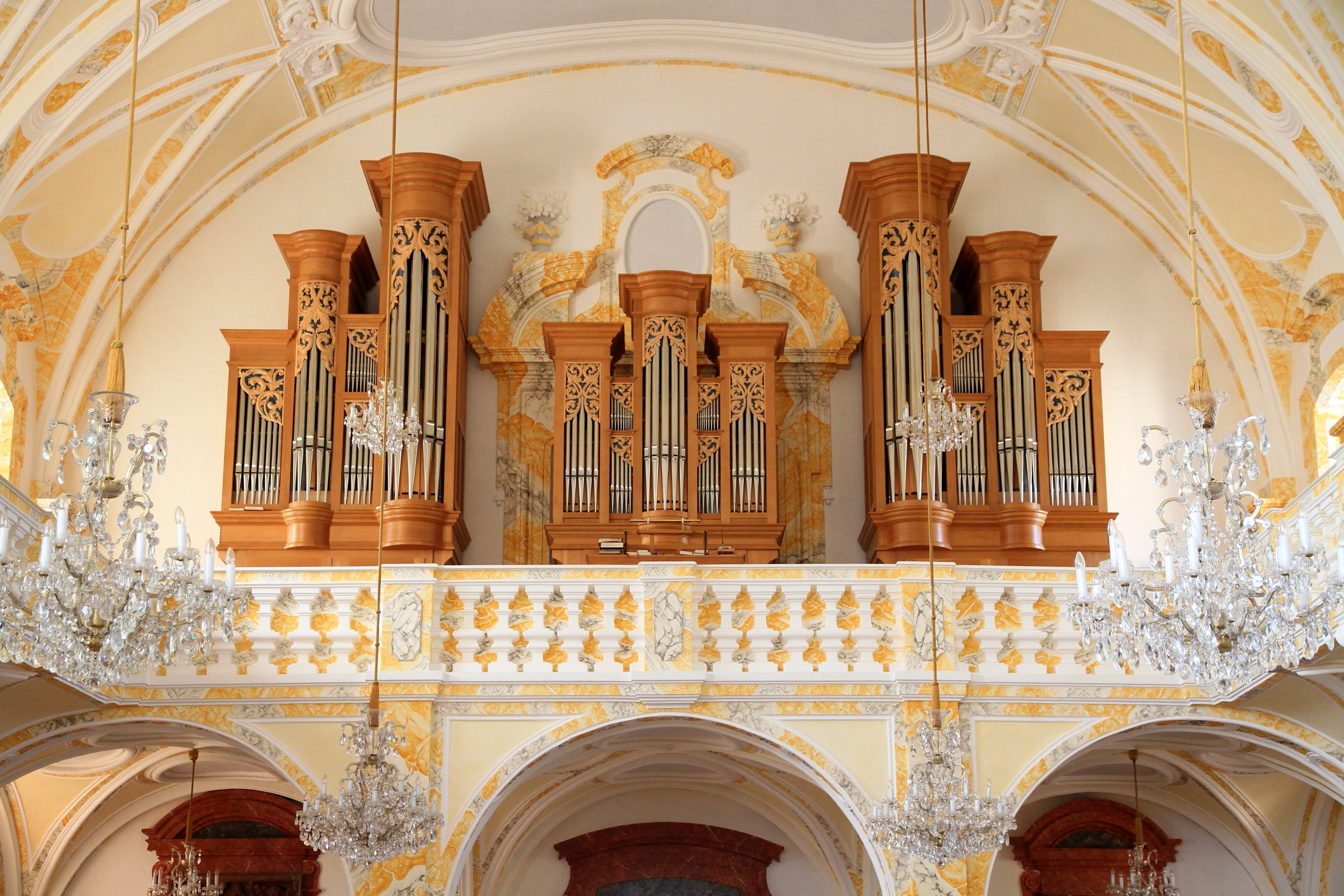
Die P.-Josef-Zipser-Orgel (1996)
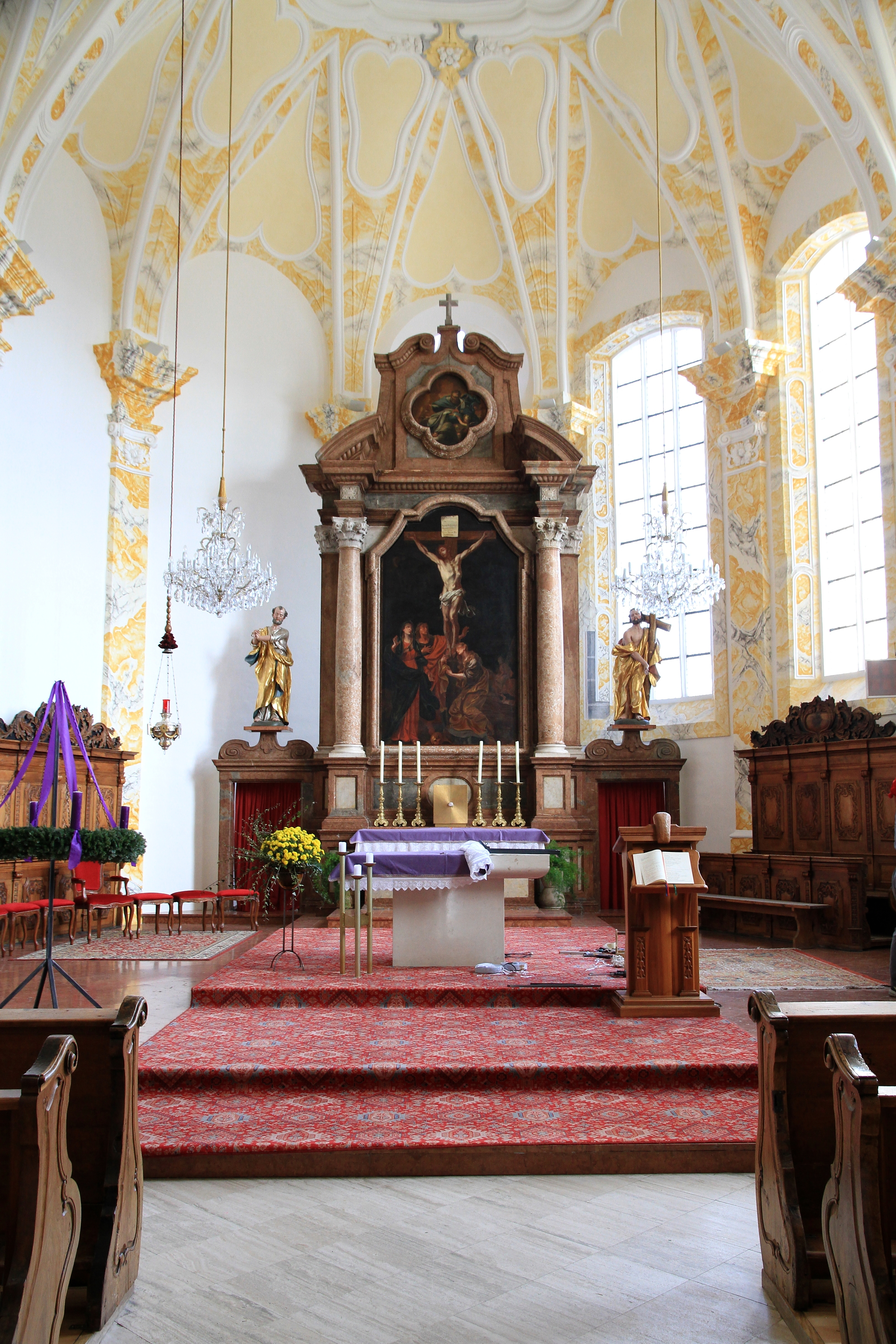
Hochaltar; 1969 hierher übertragen